# (9806) 1997 NR6
A (9806) 1997 NR6 a Naprendszer kisbolygóövében található aszteroida. A Beijing Schmidt CCD Asteroid Program keretében fedezték fel 1997. július 10-én.